# Echinorhynchus pseudosegmentatus
Echinorhynchus pseudosegmentatus är en hakmaskart som beskrevs av Knupffer 1888. Echinorhynchus pseudosegmentatus ingår i släktet Echinorhynchus och familjen Moniliformidae. Inga underarter finns listade i Catalogue of Life.